# Linares Deportivo (antiguo)
El Linares Deportivo fue un equipo de la ciudad de Linares, provincia de Jaén. Fue fundado en 1929 como Gimnástica Linarense y en 1931 adoptó el nombre de Linares Deportivo, que desapareció en 1946 a causa de problemas económicos. Lo sustituyó como equipo de la ciudad el Atlético de Linares, fundado en 1943.

## Historia
En 1929 queda constituida la Gimnástica Linarense, club que viste camisa blanca con escapulario azul celeste y pantalón azul.
Durante los años 1929, 1930 y principios de 1931 la Gimnástica Linarense contará con buenos jugadores que atraen numeroso público al Campo de Linarejos, siendo grata su labor para rescatar a una afición que anda un poco dormida y precisa de alicientes como el encuentro disputado en agosto de 1929 entre los madrileños Athletic Club y Racing Club, dos entidades de reconocido prestigio a nivel nacional. Los linarenses recorrerán buena parte de la geografía andaluza contendiendo frente a otros clubs de la zona, especialmente en la temporada 30/31 cuando militen en el Grupo C de Segunda Categoría.
El tirón producido a caballo de los años veinte y treinta parece surtir efecto y en 1931 la ciudad cuenta con nuevas sociedades como el Unión Sporting Linares, el Nacional F.C. y el Recreativo Español, produciéndose en la ciudad una nueva época dorada en la cual toda la ciudad se vuelca con este deporte. A mediados de 1931 y, con vistas a presentar una plantilla más mejorada para competir dentro de la nueva temporada en ciernes, la Gimnástica Linarense incorpora a jugadores procedentes de los clubs mencionados y adopta el nombre de Linares Deportivo, conservando sus colores iniciales con escapulario celeste hasta que en la temporada 32/33 cambia a camiseta enteramente celeste siendo su pantalón inicialmente azul para a continuación ser blanco. El Linares Deportivo competirá hasta la llegada de la Guerra Civil bajo la disciplina de la Federación Regional del Sur, escalando categorías hasta alcanzar en la temporada 34/35 la Primera Categoría consiguiendo hacerse un hueco entre los grandes clubs de la región.
Pasado el desastre bélico el Linares Deportivo se reorganiza en 1940 con Luís Pijuán en la presidencia y reemprende su camino deportivo militando en Primera Categoría -su categoría anterior-, tras la remodelación de las divisiones territoriales hasta que en 1943, a instancias del Gobierno que anda especialmente interesado en reflotar la Tercera División para dar alojamiento a clubs modestos de capitales y poblaciones importantes, amén de sociedades de primer orden que no atraviesan su mejor momento, les invita a participar en el curso de la inminente temporada 43/44, la primera de la época moderna.
El Linares Deportivo debuta en Tercera División durante la campaña 43/44 siendo octavo mientras en la 44/45 es noveno, puesto que repite en la edición 45/46 coincidiendo con una gran crisis económica fruto de sus repetidos excesos en costosísimos fichajes que le impiden seguir compitiendo. Dado de baja en la Federación Regional del Sur, su plaza es ocupada por el Atlético de Linares, sociedad constituida en 1943 con misma sede social y colores que el Linares Deportivo.

## Uniforme
- Uniforme titular: Camiseta azul, pantalón blanco, medias azules.
- Uniforme alternativo: Camiseta roja, pantalón blanco, medias rojas.

## Estadio
Campo de Deportes Virgen de Linarejos, construido en 1923 y que sería conocido como el Campo de Linarejos.

## Datos del club
- Temporadas en Primera División: 0
- Temporadas en Segunda División: 0
- Temporadas en Segunda División B: No existía
- Temporadas en Tercera División: 3
- Temporadas en Categoría Regional: 9
- Participaciones en la Copa de España: 1
- Participaciones en la Copa Federación: 1

- Datos: Q28872508